# نقص شاتکی

طراحی از یک نقص شاتکی - یک جفت جای‌خالی کاتیون - جای‌خالی آنیون

نقص شاتکی (به انگلیسی: Schottky defect) یکی از عیوب نقطه‌ای در بلورشناسی است که در سرامیک‌ها اتفاق می‌افتد و زمانی به وجود می‌آید که به تعداد استوکیومتری، کاتیون و آنیون از ساختار خارج شود. از آنجایی که سرامیک‌ها از یون‌های باردار تشکیل می‌شوند و باید شرایط خنثی بودن الکتریکی حفظ شود، عیوب در سرامیک‌ها به تنهایی اتفاق نمی‌افتد، یکی از انواع این عیوب یک جفت جای‌خالی کاتیون و آنیون است که به آن نقص شاتکی می‌گویند. مثلاً در ZnO، نقص شاتکی با تهی‌جایی یک یون Zn+2 و یک یون O-2 به وجود می‌آید یا در TiO2 نقص شاتکی با حذف دو یون O-2 و یک یون Ti+4 به وجود می‌آید. این جفت جای‌خالی در موادی با فرمول شیمیایی {\displaystyle {\ce {MX}}} دیده می‌شود و لزوماً در کنار یکدیگر نیستند همچنین تعداد نقص‌های شاتکی برابر با نصف تعداد جای‌خالی‌ها می‌باشد. در ساختارهای پیچیده‌تر مانند {\displaystyle {\ce {MX_2}}} تعادل بار کریستال به صورت دو جای‌خالی آنیون و یک جای‌خالی کاتیون و در {\displaystyle {\ce {M_2X_3}}} به صورت سه جای‌خالی آنیون و دو حای‌خالی کاتیون می‌باشد.
تعداد نقص‌های شاتکی در یک کریستال با فرمول {\displaystyle {\ce {MX}}} از رابطه زیر بدست می‌آید:
{\displaystyle n_{s}\approx N.exp({\frac {-\Delta H_{S}}{2kT}})}
که در آن {\displaystyle {\ce {n_s}}} تعداد نقص‌های شاتکی، {\displaystyle N} تعداد اتم‌های {\displaystyle M}  (اتم‌های غیر فلزی) تحت تأثیر نقص شاتکی در واحد حجم، {\displaystyle \Delta H_{S}} آنتالپی تشکیل یک نقص شاتکی، {\displaystyle k} ثابت بولتزمن و {\displaystyle T} دما برحسب کلوین می‌باشد.

## نمونه‌ها
این گونه از نقص در ترکیبات به شدت یونی، به شدت کئوردینه و در ترکیباتی که در شبکه بلور آن‌ها تفاوت اندکی در اندازه کاتیون‌ها و آنیون‌ها وجود دارد مشاهده می‌شود.
مانند: Nacl - KCl - KBr - CsCl - AgBr